# 聖母マリア教会 (ジブラルタル)
聖母マリア教会（せいぼマリアきょうかい、英: Shrine of Our Lady of Europe）は、ジブラルタルのエウローパ岬にあるカトリックの教区教会であり、ナショナル・シュラインである。この教会はジブラルタルのカトリック守護聖人である「エウローパの聖母マリア」に捧げられたものである。
この教会は、ヨーロッパにおける20ヶ所（これはロザリオの数珠の数に等しい）の聖母マリアの聖域で構成されるヨーロピアン・マリアン・ネットワークに属する。

## 歴史

### スペイン時代
14世紀のはじめ、ムーア人がここを支配した頃、小さなモスクがエウローパ岬に建てられた。1309年-1333年にスペインが初めてここを支配した時に、モスクはキリスト教会に転用されたと言われる。
1462年8月20日の聖バーナード記念の日、カスティーリャ王国はムーア人たちからジブラルタルを確固として奪還した。そして、ヨーロッパ大陸全体をその南端の祈りと崇拝の地から守護する聖母マリアを讃え、マリアを介して神へ奉献するという敬虔な意図を以って、エウローパ岬のモスクを再びキリスト教会 (スペイン語: Ermita de la Virgen de Europa) にした。
彼らはモスクの東壁の右手角に大きな礼拝堂を建て、敷地全体を「エウローパの聖母マリア教会」とした。15世紀に、聖母子像がこの教会に設置された。この像は高さ60センチと非常に小さい木像であり、厳かな赤・青・金に多色彩色されていた。聖母は簡素な椅子に腰掛け、幼子のイエスは膝に乗せられていた。二人は王冠を戴き、聖母の右手には愛・真実・正義を表す3つの花を付けた王笏が握られていた。教会は2世紀以上にわたり、評判を呼び栄えた。ジブラルタル海峡を通る船は、エウローパ岬を通過する際にはこの教会に敬礼し、時には船乗りたちが供え物を手に岸までやってくることもあった。彼らは定期的に油を持って来て貯蔵したため、彫像の前だけでなく、塔にも常に明かりを灯し続けることができた。それゆえ、礼拝堂の上の塔に灯された明かりは、ジブラルタルの最初の灯台であった。
16世紀には、スペインの地中海沿岸はバルバリア海賊の標的になっていた。1540年、ジブラルタルはバルバロス・ハイレッディンの一味である Hali Hamat に攻撃され、略奪された。この教会も略奪に遭い、金目のものはみな盗まれたが、聖母子像は大事に残された。この一件にもかかわらず教会は修復され、フェリペ2世が建てた新しい防壁で守られた。新しく著名な品々も届けられた。例えば、偉大なジェノバの提督アンドレア・ドーリアの息子ジャナンドレア・ドーリアが1568年に奉納した1個の銀のランプ、ドン・フアン・デ・アウストリアがレパントの海戦で勝利した際に奉納した2個の大きな銀のランプがある。

### イギリス時代
次に教会が攻撃を受けたのは1704年8月であり、この時に町は、スペイン王権を主張するカール6世の側についた英蘭艦隊によって占領された。町への砲撃が始まると、ジブラルタルの女子供の殆どは数人の僧侶に先導されてこの教会へと避難した。ロージア湾に上陸したエドワード・ホイッティカ艦長の兵士たちの一部はこの教会へと向かい、女たちを捕らえ、また
… 12個の銀のランプ、蝋燭建て、書見台、冠、宝石、聖杯、立ち退いた多くの家々の衣類を略奪した。そしてもはや取るものが無くなると、スペインで大いに敬われてきた彫像の頭をもぎ取り、幼いイエスを石ころの中に放り投げた。
兵士たちが教会を制圧する際に銃撃戦で数人の女性が殺されたが、教会が略奪される際にそれ以上の暴行は行なわれなかった。彫像の聖母と幼いイエスの頭部は、もぎ取られた。そして残りの部分は、教会の下の岩場まで迫った海峡に投げ込まれた。しかし像は木製だったので、ジブラルタル湾の中へと浮き漂ってゆき、そこで漁師に発見された。その漁師は像をセント・マリー・ザ・クラウンズ教会の教区を担当していた司祭の Juan Romero de Figueroa (en) に届けた。彼はジブラルタルが占領された後に大多数の住人が町を離れた際にすら町の中に留まっており、届けられた像を安全のため、避難したスペイン系住人の定住地の一つとなっていたアルヘシラスに最後は持参した。クレルヴォーのベルナルドゥスに捧げられた小さな礼拝堂に像は安置され、そこは後に「エウローパの聖母マリア礼拝堂」と改名された。
英蘭艦隊がジブラルタルを占領した際、（現在ジブラルタルのローマ・カトリック教会の司教座となっている）セント・マリー・ザ・クラウンズ教会を除くジブラルタルの全てのカトリック礼拝の場がそうなったように、この教会も宗教的用途を廃されて俗用に供され、軍事用に使われた。またジブラルタル包囲戦の際に大きく破損し、のち取り壊されて同じ場所に新しく建物が建てられた。
1860年代はじめ、ジブラルタル代牧区を担当していた John Baptist Scandella (en) はアルヘシラスからの彫像の返還を請願した。そして最終的に、1864年に像はジブラルタルに戻った。聖母マリア教会はまだ軍の管轄下にあったため、像はエンジニア・ロード沿いに建てられた新しい礼拝堂に一時的に置かれた。この礼拝堂には、その後に教皇ピウス9世から大理石製の祭壇が寄贈された。第二次世界大戦中、像は安全のためセント・マリー・ザ・クラウンズ教会に戻された。戦後、像はまた移され、今度はエウローパ岬に最も近いサン・ジョウジフ教区教会に置かれた。
かつての聖母マリア教会の場所に建てられた建物は、1961年まで国防省が所有し、油と荷造り用の箱が置かれた軍用倉庫となっていた。1928年からここは駐屯部隊の図書館として使われたが、第二次世界大戦が始まると再び倉庫にされた。1959年までには、ジブラルタルの多くの軍事施設を引き払い始めた軍当局は、ここの施設ももはや不要であると認識し、廃止することを決定した。しかしそれはなかなか実現せず、ジョン・ヒーリ司教の尽力によって、ようやく1961年10月17日に非公開の儀式を以ってジブラルタル教区に返還された。施設の修復作業は翌1962年に始まった。そして1962年9月28日に教会で多くの人々が祝福を受けたが、これは258年ぶりの出来事となった。1967年10月7日、聖母子像はサン・ジョウジフ教区教会から行列と共に遂に帰還した。1970年代初め、建物は再度改修された。聖母子像は今日も教会に安置されている。

## 近年

### 教皇による認定
1979年に教皇ヨハネ・パウロ2世は、ジブラルタルの守護聖人として「エウローパの聖母マリア」の名を公式に認め、その後に教会の修復が行われた。

### 黄金の薔薇
2009年5月、創建700年を記念して教皇ベネディクト16世より、滅多なことでは与えられない黄金の薔薇がこの教会にもたらされた。

## 関連文献
- Caruana, Charles (2009). History of Our Lady of Europe. Vatican City: Libreria Editrice Vaticana. ISBN 9788820982195